# Egyptian Automotive Company

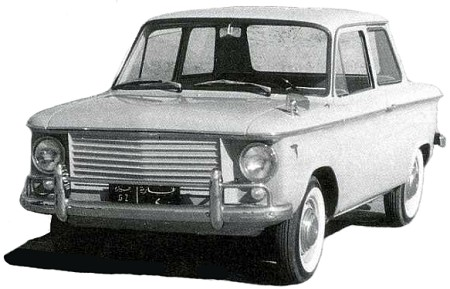
Ramses

Egyptian Automotive Company war ein Hersteller von Automobilen aus Ägypten.

## Unternehmensgeschichte
Das Unternehmen wurde 1958 in Kairo gegründet. Den Auftrag dazu erteilte der damalige Staatspräsident Gamal Abdel Nasser. Der Ingenieur George Hawi und der Luftwaffenoffizier Essam Abu el Ela waren entscheidend am Aufbau des Unternehmens beteiligt. Chefingenieur war Mohammed Wali. 1958 oder 1959 begann die Produktion von Automobilen mit Hilfe der deutschen NSU Motorenwerke. Der Markenname lautete Ramses. 1973 endete die Produktion. Eine Tochtergesellschaft war die Egyptian Light Transport Manufacturing Company.
Im besten Jahr 1964 entstanden 400 Fahrzeuge. Bis 1965 sind etwa 1700 Fahrzeuge überliefert.

## Fahrzeuge
Das Unternehmen bezog von NSU komplette Bodengruppen des NSU Prinz. Dazu gehörten Motor, Getriebe und Fahrwerk. Ein luftgekühlter Zweizylindermotor mit 583 cm³ Hubraum war im Heck montiert und trieb die Hinterräder an.
Die Karosserie wich vom Original ab. Eine Quelle nennt den Gamila als zweitürige Limousine und als zweitüriges Cabriolet, beide von Vignale entworfen, sowie ein türloses Mehrzweckfahrzeug. Eine andere Quelle gibt eine viersitzige Limousine, einen offenen Viersitzer, den Gamila als sportliche Version mit einer Karosserie von Vignale sowie das Modell Utilica als ein Mehrzweckfahrzeug im Stil des Citroën Méhari an.
Ab 1962 verwendete das Unternehmen für die Limousine die Karosserie vom NSU Prinz 4, die im Frontbereich abgeändert war.
Ab 1963 erhielt das bisher türlose Mehrzweckfahrzeug Türen.
Das Cabriolet wurde 1965 eingestellt.
Ab 1967 entstand eine eigenständige Karosserie, die eckiger war als vorher.
Ab 1971 war auch eine viertürige Limousine lieferbar.